# DY Persei
DY Persei ist ein Stern in einer Entfernung im Bereich von etwa 5000 Lichtjahren. Er ist der Prototyp der DY-Persei-Sterne, welche zu den eruptiv veränderlichen Sternen gehören.
Des Weiteren handelt es sich bei diesem Stern um einen Kohlenstoffstern, der relativ kühl ist. Die Metallizität ist umstritten, könnte aber auch sehr tief sein.